# خوسيه موراليس (لاعب كرة قدم)
خوسيه موراليس (بالإسبانية: José Morales)‏ هو لاعب كرة قدم ومدرب كرة قدم بيروفي، ولد في 30 أكتوبر 1909 في بيرو، وتوفي في 2 نوفمبر 1944. شارك مع منتخب بيرو لكرة القدم.

## وصلات خارجية
- خوسيه موراليس على موقع الاتحاد الدولي (مؤرشف)  (الإنجليزية)
- خوسيه موراليس على موقع عالم كرة القدم.نت (الإنجليزية)
- خوسيه موراليس على موقع أوليمبيديا (الإنجليزية)